# Heather McComb
Heather McComb (Barnegat Township, 2 marzo 1977) è un'attrice statunitense.

## Vita privata
Dal 5 luglio 2003 fino al giugno 2009 è stata sposata con l'attore James Van Der Beek, conosciuto per avere interpretato Dawson Leery nella serie TV Dawson's Creek.

## Filmografia

### Cinema
- La vita senza Zoe, episodio di New York Stories, regia di Francis Ford Coppola (1989)
- Kickboxer 2 - Vendetta per un angelo (Kickboxer 2: The Road Back), regia di Albert Pyun (1991)
- Frequenze pericolose (Stay Tuned), regia di Peter Hyams (1992)
- Beethoven 2 (Beethoven's 2nd), regia di Rod Daniel (1993)
- God's Lonely Man, regia di Francis von Zerneck (1996)
- Wild Horses, regia di Soleil Moon Frye e Meeno Peluce (1998)
- L'allievo (Apt Pupil), regia di Bryan Singer (1998)
- Where's Marlowe?, regia di Daniel Pyne (1998)
- Freak Talks About Sex, regia di Paul Todisco (1999)
- The Joyriders, regia di Bradley Battersby (1999)
- La mia adorabile nemica (Anywhere but Here), regia di Wayne Wang (1999)
- 2 Little, 2 Late, regia di Tony Smith (1999)
- F.A.R.T. the movie (Artie), regia di Matt Berman (2000)
- Don's Plum, regia di R.D. Robb (2001)
- Nice Guys Finish Last, regia di Robert B. Martin Jr. – cortometraggio (2001)
- Devious Beings, regia di Chris Mazzei (2002)
- All the Real Girls, regia di David Gordon Green (2003)
- Steel City, regia di Brian Jun (2006)
- Ocean of Pearls, regia di Sarab Neelam (2008)
- Chasing the Green, regia di Russ Emanuel (2009)
- 2012: Supernova, regia di Anthony Fankhauser (2009)

### Televisione
- Alien Nation – serie TV, episodio 1x17 (1990)
- Brillantina (The Outsiders) – serie TV, 13 episodi (1990)
- In famiglia e con gli amici (Thirtysomething) – serie TV, episodio 4x10 (1990)
- Voci nella notte (Midnight Caller) – serie TV, episodio 3x11 (1991)
- Casalingo Superpiù (Who's the Boss) – serie TV, episodio 7x14 (1991)
- Blue Jeans (The Wonder Years) – serie TV, episodio 5x05 (1991)
- Grace Under Fire – serie TV, episodio 2x08 (1994)
- Sirens – serie TV, episodio 2x09 (1994)
- Chicago Hope – serie TV, episodio 1x12 (1995)
- X-Files (The X-Files) – serie TV, episodio 2x14 (1995)
- Weird Science – serie TV, episodio 3x13 (1995)
- Generation X – film TV (1996)
- Due South - Due poliziotti a Chicago (Due South) – serie TV, episodio 2x12 (1996)
- L'amore acerbo (No One Would Tell) – film TV (1996)
- Cracker – serie TV, episodio 1x11 (1997)
- Millennium – serie TV, episodio 1x10 (1997)
- Profiler - Intuizioni mortali (Profiler) – serie TV, 24 episodi (1997-1998)
- The Practice - Professione avvocati (The Practice) – serie TV, episodio 3x18 (1999)
- Cinque in famiglia (Party of Five) – serie TV, 11 episodi (1998-1999)
- Women (If These Walls Could Talk 2) – film TV (2000)
- NYPD - New York Police Department (NYPD Blue) – serie TV, episodio 8x17 (2001)
- The Guardian – serie TV, episodio 1x06 (2001)
- Squadra Med - Il coraggio delle donne (Strong Medicine) – serie TV, episodio 3x11 (2002)
- CSI: Miami – serie TV, episodio 1x10 (2002)
- Crossing Jordan – serie TV, episodio 4x14 (2005)
- CSI - Scena del crimine (CSI: Crime Scene Investigation) – serie TV, episodio 5x18 (2005)
- The Inside – serie TV, episodio 1x07 (2005)
- Killer Instinct – serie TV, episodio 1x02 (2005)
- CSI: NY – serie TV, episodio 2x08 (2005)
- Senza traccia (Without a Trace) – serie TV, episodio 4x19 (2006)
- Shark - Giustizia a tutti i costi (Shark) – serie TV, episodio 1x12 (2007)
- Shark Swarm - Squali all'attacco (Shark Swarm) – film TV (2008)
- Prison Break – serie TV, 4 episodi (2008)
- Drop Dead Diva – serie TV, episodio 2x03 (2010)
- The Event – serie TV, 7 episodi (2010-2011)
- The Mentalist – serie TV, episodio 3x18 (2011)
- Memphis Beat – serie TV, episodio 2x03 (2011)
- Dr. House - Medical Division (House, M.D.) – serie TV, episodio 8x02 (2011)
- Body of Proof – serie TV, episodio 3x11 (2013)
- Rizzoli & Isles – serie TV, episodio 4x12 (2013)
- Bones – serie TV, episodio 9x12 (2014)
- Shameless – serie TV, episodio 4x11 (2014)
- Ray Donovan – serie TV, 4 episodi (2014)
- Castle – serie TV, episodio 7x11 (2015)
- CSI: Cyber – serie TV, episodio 1x06 (2015)

## Doppiatrici italiane
Nelle versioni in italiano delle opere in cui ha recitato, Heather McComb è stata doppiata da:
- Rachele Paolelli in Station 19, Grey's Anatomy
- Laura Lenghi in X-Files
- Tatiana Dessi in CSI - Scena del crimine[1]
- Monica Bertolotti in CSI: Miami
- Barbara De Bortoli in Prison Break
- Alessandra Korompay in 2012: Supernova
- Sara Ferranti in Body of Proof
- Laura Boccanera in Castle
- Elena Perino in Ray Donovan